# Ngurubates emmrichi
Ngurubates emmrichi är en mångfotingart som beskrevs av Hoffman 2005. Ngurubates emmrichi ingår i släktet Ngurubates och familjen Gomphodesmidae. Inga underarter finns listade i Catalogue of Life.